# بورشتین
بورشتین شهری در استان ایوانو فرانکیسوک در کشور اوکراین واقع شده‌است. جمعیت این شهر ۱۴,۸۶۶ نفر (۲۰۲۱ تخمینی)است.

## نگارخانه

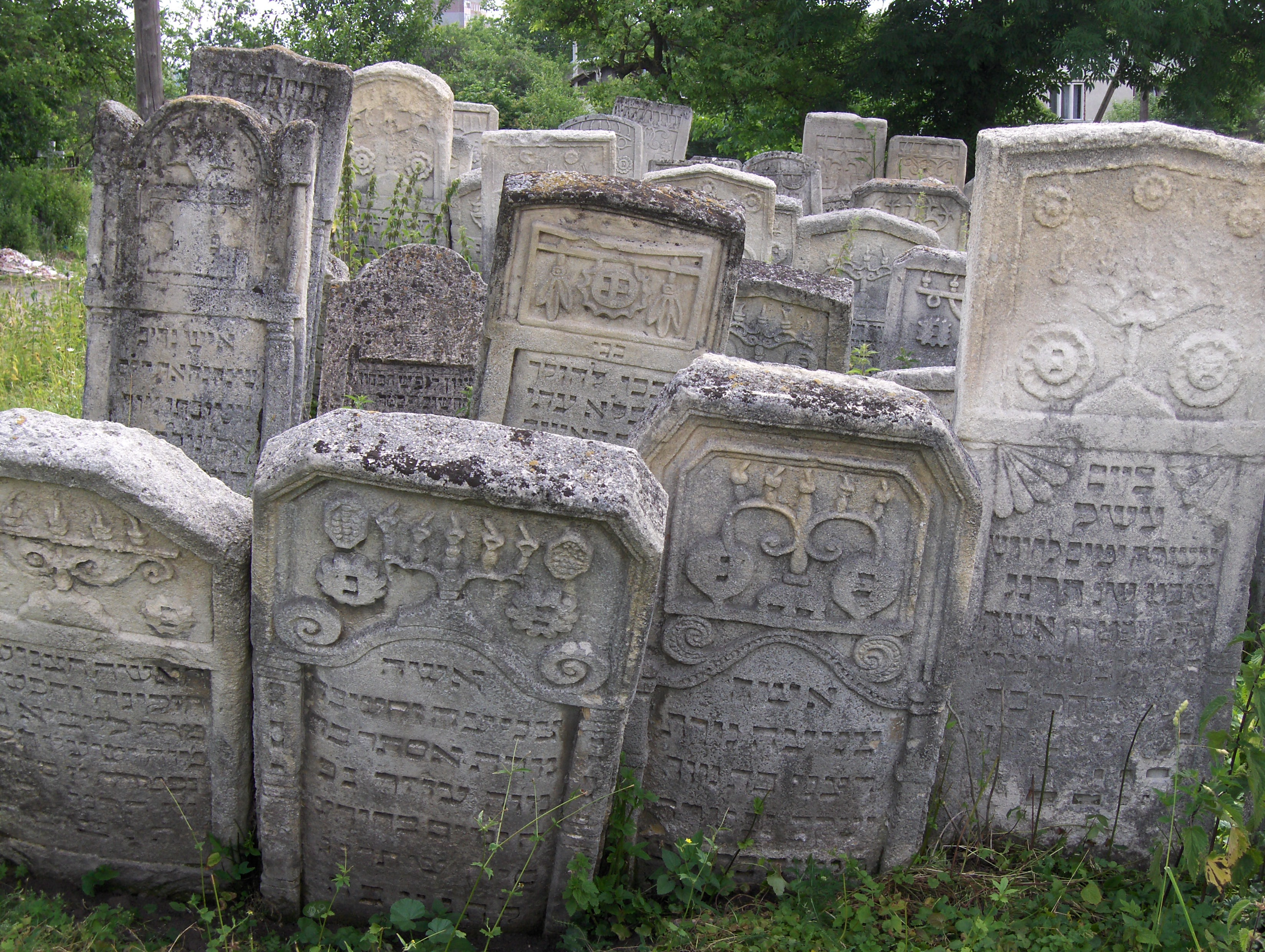
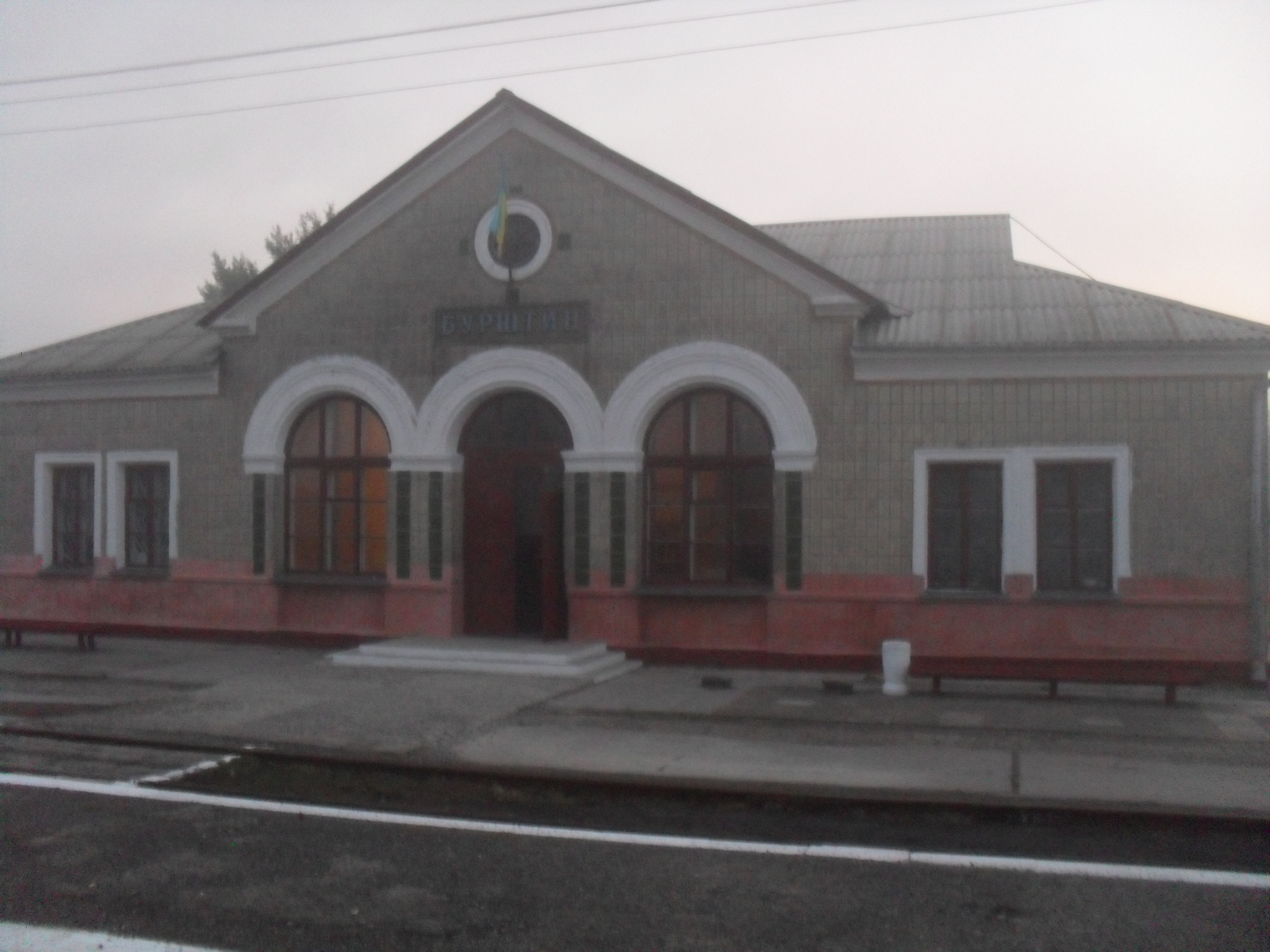
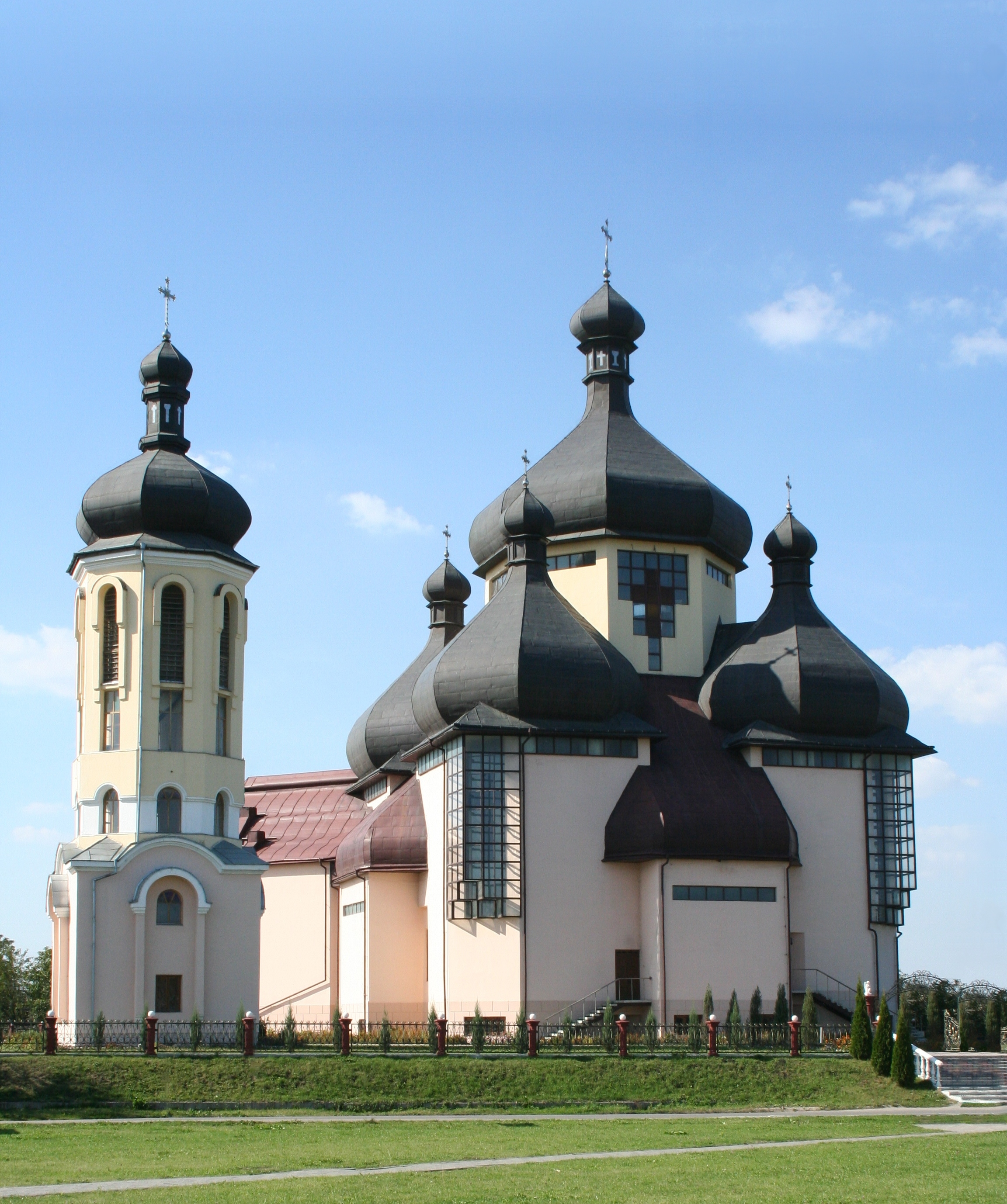